# Bula de la cena
Bula de la cena es el nombre que se daba a la bula que se publicaba en Roma, todos los años, con gran solemnidad, el día del Jueves Santo. 
Esta solemne ceremonia a que asistían el papa, el sagrado colegio y toda la corte romana, tenía lugar en una de las galerías del Vaticano, donde un auditor de la Rota leía la bula en latín, y después de él, la leía en italiano un cardenal diácono. Terminada la lectura, arrojaba el papa sobre la plaza, una antorcha encendida, de cera amarilla. 
Se atribuye la primera publicación de esta bula al papa Martino V; Julio II declaró en 1511 que tenía fuerza de ley y Paulo III en 1536 se reservó la absolución de las censuras fulminadas en ella. Contenía esta bula veinte excomuniones reservadas al papa, contra los herejes y sus autores, los que apelan al futuro concilio de las decisiones de la Silla Apostólica, los piratas y ladrones de los bienes de los náufragos, los violadores de la inmunidad personal o atentadores contra la libertad eclesiástica, los que usurpan los bienes de la Iglesia, los falsificadores de letras apostólicas, etc.
Las protestas que muchos soberanos hacían contra la bula de la cena, al menos en la parte que la juzgaban ofensiva a sus derechos y autoridad temporal, influyeron quizá en el ánimo de Clemente XIV para decidirle a suprimir su publicación anual y desde entonces ninguno de sus sucesores ha creído conveniente reiterarla, quedando, de consiguiente, abolido este uso, sino de derecho, al menos de hecho.